# Longuripes pseudogigas
Longuripes pseudogigas är en insektsart som beskrevs av Desutter-grandcolas 1993. Longuripes pseudogigas ingår i släktet Longuripes och familjen syrsor. Inga underarter finns listade i Catalogue of Life.